# Australian Open-mesterskabet i damedouble 2017
Australian Open-mesterskabet i damedouble 2017 var den 91. turnering om Australian Open-mesterskabet i damedouble. Turneringen var en del af Australian Open 2017 og blev spillet i Melbourne Park i Melbourne, Victoria, Australien i perioden 18. - 27. januar 2017.
Mesterskabet blev vundet af Bethanie Mattek-Sands og Lucie Šafářová, som tidligere havde vundet titlen i 2015, og som dermed vandt Australian Open-mesterskabet i damedouble for anden gang. Det amerikansk-tjekkiske havde også vundet USA Open 2016 og sikrede sig dermed den anden grand slam-titel i træk, og de havde endvidere vundet fire af de ni seneste grand slam-titler i damedouble. I finalen vandt andenseedede Mattek-Sands og Šafářová med 6-7(4), 6-3, 6-3 over Andrea Hlaváčková og Peng Shuai, der spillede sammen for allerførste gang.
Martina Hingis og Sania Mirza var forsvarende mestre men stillede ikke op til titelforsvaret som makkere. Hingis deltog med Coco Vandeweghe som makker, men det schweizisk-amerikanske par tabte allerede i anden runde til australierne Ashleigh Barty og Casey Dellacqua, mens Mirza spillede sammen med Barbora Strýcová, og den fjerdeseedede konstellation blev slået ud af turneringen i tredje runde af japanerne Eri Hozumi og Miyu Kato.

## Pengepræmier og ranglistepoint
Den samlede præmiesum til spillerne i damedouble androg A$ 2.994.000 (ekskl. per diem), hvilket var en stigning på knap 5 % i forhold til året før.
| Resultat                   | Pengepræmier | Pengepræmier | Ændring ift. 2016 | WTA-point |
| Resultat                   | Pr. par      | Total        | Ændring ift. 2016 | WTA-point |
| -------------------------- | ------------ | ------------ | ----------------- | --------- |
| Vinder (1 par)             | A$ 660.000   | A$ 660.000   | +3,9 %            | 2.000     |
| Finalist (1 par)           | A$ 330.000   | A$ 330.000   | +4,8 %            | 1.300     |
| Semifinalister (2 par)     | A$ 165.000   | A$ 330.000   | +4,8 %            | 780       |
| Kvartfinalister (4 par)    | A$ 82.500    | A$ 330.000   | +5,1 %            | 430       |
| Tabere i 3. runde (8 par)  | A$ 45.000    | A$ 360.000   | +4,7 %            | 240       |
| Tabere i 2. runde (16 par) | A$ 27.000    | A$ 432.000   | +5,9 %            | 130       |
| Tabere i 1. runde (32 par) | A$ 17.250    | A$ 552.000   | +4,5 %            | 10        |
| Samlet præmiesum           |              | A$ 2.994.000 | +4,7 %            |           |

## Turnering

### Deltagere
Turneringen havde deltagelse af 64 par, der var fordelt på:
- 57 direkte kvalificerede par i form af deres ranglisteplacering.
- 7 par, der har modtaget et wildcard.

#### Seedede par
De 16 bedst placerede af parrene på WTA's verdensrangliste i double blev seedet:
| Seedning | Spillere                             | Resultat     |
| -------- | ------------------------------------ | ------------ |
| 1        | Caroline Garcia Kristina Mladenovic  | Semifinale   |
| 2        | Bethanie Mattek-Sands Lucie Šafářová | Vinder       |
| 3        | Jekaterina Makarova Jelena Vesnina   | Kvartfinale  |
| 4        | Sania Mirza Barbora Strýcová         | Tredje runde |
| 5        | Martina Hingis Coco Vandeweghe       | Anden runde  |
| 6        | Chan Hao-Ching Chan Yung-Jan         | Første runde |
| 7        | Julia Görges Karolína Plíšková       | Første runde |
| 8        | Vania King Jaroslava Sjvedova        | Tredje runde |

| Seedning | Spillere                          | Resultat     |
| -------- | --------------------------------- | ------------ |
| 9        | Monica Niculescu Abigail Spears   | Første runde |
| 10       | Lucie Hradecká Kateřina Siniaková | Første runde |
| 11       | Raquel Atawo Xu Yifan             | Kvartfinale  |
| 12       | Andrea Hlaváčková Peng Shuai      | Finale       |
| 13       | Katarina Srebotnik Zheng Saisai   | Tredje runde |
| 14       | Kiki Bertens Johanna Larsson      | Anden runde  |
| 15       | Serena Williams Venus Williams    | Meldte afbud |
| 16       | Darija Jurak Anastasia Rodionova  | Første runde |

#### Wildcards
Syv par modtog et wildcard til turneringen.
| Spiller                         | Resultat     |
| ------------------------------- | ------------ |
| Destanee Aiava Alicia Smith     | Første runde |
| Alison Bai Lizette Cabrera      | Første runde |
| Ashleigh Barty Casey Dellacqua  | Kvartfinale  |
| Kimberly Birrell Priscilla Hon  | Første runde |
| Chan Shin-Wei Junri Namigata    | Første runde |
| Jessica Moore Storm Sanders     | Første runde |
| Ellen Perez Olivia Tjandramulia | Første runde |

### Resultater

#### Kvartfinaler, semifinaler og finale
| Caroline Garcia     |
| Kristina Mladenovic |

| Ashleigh Barty  |
| Casey Dellacqua |

| Caroline Garcia     |
| Kristina Mladenovic |

| Jekaterina Makarova |
| Jelena Vesnina      |

| Andrea Hlaváčková |
| Peng Shuai        |

| Andrea Hlaváčková |
| Peng Shuai        |

| Andrea Hlaváčková |
| Peng Shuai        |

| Mirjana Lučić-Baroni |
| Andrea Petkovic      |

| Bethanie Mattek-Sands |
| Lucie Šafářová        |

| Eri Hozumi |
| Miyu Kato  |

| Eri Hozumi |
| Miyu Kato  |

| Raquel Atawo |
| Xu Yifan     |

| Bethanie Mattek-Sands |
| Lucie Šafářová        |

| Bethanie Mattek-Sands |
| Lucie Šafářová        |

#### Første, anden og tredje runde
| Caroline Garcia     |
| Kristina Mladenovic |

| Belinda Bencic |
| Ana Konjuh     |

| Caroline Garcia     |
| Kristina Mladenovic |

| Alison Bai      |
| Lizette Cabrera |

| Annika Beck          |
| Anastasija Sevastova |

| Annika Beck          |
| Anastasija Sevastova |

| Caroline Garcia     |
| Kristina Mladenovic |

| Lauren Davis       |
| Megan Moulton-Levy |

| Katarina Srebotnik |
| Zheng Saisai       |

| Destanee Aiava |
| Alicia Smith   |

| Lauren Davis       |
| Megan Moulton-Levy |

| Christina McHale |
| Asia Muhammad    |

| Katarina Srebotnik |
| Zheng Saisai       |

| Katarina Srebotnik |
| Zheng Saisai       |

| Lucie Hradecká     |
| Kateřina Siniaková |

| Anna-Lena Grönefeld |
| Květa Peschke       |

| Anna-Lena Grönefeld |
| Květa Peschke       |

| María Irigoyen |
| İpek Soylu     |

| Barbora Krejčíková |
| Galina Voskobojeva |

| Barbora Krejčíková |
| Galina Voskobojeva |

| Anna-Lena Grönefeld |
| Květa Peschke       |

| Ljudmyla Kitjenok |
| Nadiia Kitjenok   |

| Ashleigh Barty  |
| Casey Dellacqua |

| Ashleigh Barty  |
| Casey Dellacqua |

| Ashleigh Barty  |
| Casey Dellacqua |

| Jelena Janković  |
| Yanina Wickmayer |

| Martina Hingis  |
| Coco Vandeweghe |

| Martina Hingis  |
| Coco Vandeweghe |

| Jekaterina Makarova |
| Jelena Vesnina      |

| Shuko Aoyama    |
| Makoto Ninomiya |

| Jekaterina Makarova |
| Jelena Vesnina      |

| Liezel Huber  |
| Maria Sanchez |

| Liezel Huber  |
| Maria Sanchez |

| Madison Brengle |
| Arina Rodionova |

| Jekaterina Makarova |
| Jelena Vesnina      |

| Viktorija Golubic |
| Kristýna Plíšková |

| Viktorija Golubic |
| Kristýna Plíšková |

| Kateryna Bondarenko |
| Jeļena Ostapenko    |

| Viktorija Golubic |
| Kristýna Plíšková |

| Shelby Rogers   |
| Taylor Townsend |

| Kiki Bertens    |
| Johanna Larsson |

| Kiki Bertens    |
| Johanna Larsson |

| Andrea Hlaváčková |
| Peng Shuai        |

| Misaki Doi  |
| Kurumi Nara |

| Andrea Hlaváčková |
| Peng Shuai        |

| Karin Knapp   |
| Mandy Minella |

| Karin Knapp   |
| Mandy Minella |

| Naomi Broady   |
| Heather Watson |

| Andrea Hlaváčková |
| Peng Shuai        |

| Gabriela Dabrowski |
| Michaëlla Krajicek |

| Andreja Klepač        |
| M.J. Martínez Sánchez |

| Oksana Kalasjnikova |
| Aleksandra Krunić   |

| Gabriela Dabrowski |
| Michaëlla Krajicek |

| Andreja Klepač        |
| M.J. Martínez Sánchez |

| Andreja Klepač        |
| M.J. Martínez Sánchez |

| Julia Görges      |
| Karolína Plíšková |

| Vania King         |
| Jaroslava Sjvedova |

| Wang Qiang      |
| V. Wongteanchai |

| Vania King         |
| Jaroslava Sjvedova |

| Danka Kovinić   |
| Laura Siegemund |

| Danka Kovinić   |
| Laura Siegemund |

| Demi Schuurs    |
| Renata Voráčová |

| Vania King         |
| Jaroslava Sjvedova |

| Lara Arruabarrena  |
| Irina-Camelia Begu |

| Mirjana Lučić-Baroni |
| Andrea Petkovic      |

| Louisa Chirico |
| Elise Mertens  |

| Louisa Chirico |
| Elise Mertens  |

| Mirjana Lučić-Baroni |
| Andrea Petkovic      |

| Mirjana Lučić-Baroni |
| Andrea Petkovic      |

| Monica Niculescu |
| Abigail Spears   |

| Darija Jurak        |
| Anastasia Rodionova |

| Alizé Cornet  |
| Magda Linette |

| Alizé Cornet  |
| Magda Linette |

| Eri Hozumi |
| Miyu Kato  |

| Eri Hozumi |
| Miyu Kato  |

| Ellen Perez         |
| Olivia Tjandramulia |

| Eri Hozumi |
| Miyu Kato  |

| Kimberly Birrell |
| Priscilla Hon    |

| Sania Mirza      |
| Barbora Strýcová |

| Samantha Stosur |
| Zhang Shuai     |

| Samantha Stosur |
| Zhang Shuai     |

| Jocelyn Rae |
| Anna Smith  |

| Sania Mirza      |
| Barbora Strýcová |

| Sania Mirza      |
| Barbora Strýcová |

| Chan Hao-Ching |
| Chan Yung-Jan  |

| Liang Chen    |
| Yang Zhaoxuan |

| Liang Chen    |
| Yang Zhaoxuan |

| Nao Hibino      |
| Alicja Rosolska |

| Nao Hibino      |
| Alicja Rosolska |

| Julija Putintseva |
| Alison Riske      |

| Liang Chen    |
| Yang Zhaoxuan |

| Naomi Osaka |
| Monica Puig |

| Raquel Atawo |
| Xu Yifan     |

| Raluca Olaru |
| Olga Savtjuk |

| Raluca Olaru |
| Olga Savtjuk |

| Jessica Moore |
| Storm Sanders |

| Raquel Atawo |
| Xu Yifan     |

| Raquel Atawo |
| Xu Yifan     |

| Sorana Cîrstea  |
| Carina Witthöft |

| Tímea Babos       |
| A. Pavljutjenkova |

| Tímea Babos       |
| A. Pavljutjenkova |

| Tatjana Maria      |
| Pauline Parmentier |

| Tatjana Maria      |
| Pauline Parmentier |

| Chan Chin-Wei  |
| Junri Namigata |

| Tímea Babos       |
| A. Pavljutjenkova |

| Sara Errani      |
| Kirsten Flipkens |

| Bethanie Mattek-Sands |
| Lucie Šafářová        |

| Daria Gavrilova |
| Darja Kasatkina |

| Sara Errani      |
| Kirsten Flipkens |

| Chuang Chia-Jung |
| Nicole Gibbs     |

| Bethanie Mattek-Sands |
| Lucie Šafářová        |

| Bethanie Mattek-Sands |
| Lucie Šafářová        |